# La Barbolla (Guadalajara)
La Barbolla es una localidad española del municipio de Sigüenza, perteneciente a la provincia de Guadalajara, en la comunidad autónoma de Castilla-La Mancha.

## Geografía
Este lugar está situado en el centro del valle del río Salado, entre Imón y Riba de Santiuste. Su ubicación corresponde al cruce de caminos reales entre Sigüenza y Almazán y entre Atienza y Medinaceli.

## Historia
El asentamiento urbano se hizo sobre una loma llamada de Los Casarazos, próxima a la fuente de la Hontona y la Hontonilla. Su antigüedad es posible desde el siglo XII, si bien los primeros documentos escritos datan de 1533. En sus cercanías se encuentran enterramientos de origen íbero, alrededor de la fuente de los Colmenarejos muy próximo al castro de las Torrecillas. En su término se han encontrado hachas y puntas de flecha de la Edad de Piedra.
Ha sido un anexo de la parroquia de la villa de Imón, y ha dependido de la jurisdicción de la villa de La Riba de Santiuste. Según épocas ha pertenecido al Común de las Tierras de Atienza o de Sigüenza.
Hacia mediados del siglo XIX, el lugar, por entonces con ayuntamiento propio, tenía contabilizada una población de 45 habitantes. Aparece descrito en el tercer volumen del Diccionario geográfico-estadístico-histórico de España y sus posesiones de Ultramar de Pascual Madoz de la siguiente manera:

BARBOLLA (la): l. con ayunt. de la prov. de Guadalajara (11 leg.), part. jud. de Atienza (2), aud. terr. de Madrid (21), dióc. de Sigüenza (2), c. g. de Castilla la Nueva: sit. en el centro de una llanura, le baten los vientos y mas particularmente el N.: goza de clima sano y templado aunque algo propenso á tercianas. Tiene 12 casas malas en las que se cuenta la de ayunt.; escuela desempeñada por el sacristan á la que asisten 3 niños y 2 niñas que pagan una corta retribuccion en granos; é igl. aneja á la parr. de Imón, con la advocacion de San Pedro: en los afueras al S. del pueblo hay una ermita dedicada á la Soledad. Confina el térm. por N. con el de Riva de Santiuste, E. Villacorza, S. la Olmeda, O. Imon y Cercadillo, en una estension de 1/2 leg. próximamente por todos los puntos, y comprende 2,076 fan. de tierra de las que se cultivan 1,800 que son de buena calidad: las otras se emplean en prados, pastos y maleza, en los que tienen mancomunidad la v. de Imon; le bañan 2 riach., el uno de E. á O. que viene de Valdealmendras, y el otro de N. á S. llamado Berral, que viniendo de Valdelcubo, se une al anterior y forman el r. Salado: el terreno aunque generalmente llano, está cortado por algunos cerros pelados y desigualdades, es abundante de buenas aguas en 2 manantiales de que se surten los vec. para sus casas y ganados: cruza un camino de Sigüenza á Berlanga, de herradura y en mediano estado: se recibe el correo en Sigüenza: prod.: trigo, cebada, patatas, algo de cáñamo, garbanzos, centeno: se mantiene poco ganado lanar; y se crian perdices; pobl.: 12 vec., 45 alm.; cap. prod.: 557,500 rs.: imp. 23,100; contr.: 2,086 rs., 21 mrs.
(Madoz, 1846, p. 400)

## Economía
La actividad del lugar ha sido eminentemente agrícola y ganadera. Las zonas más bajas del valle se cultivaban como prados de "dallo", la zona media de cultivo cerealista y las altas para pastoreo.